# Who Am I : The Tale of Dorothy
Who Am I : The Tale of Dorothy는 서울대학교 학생들이 오내모 스튜디오에 모여 4개월 동안 제작한 모바일 게임으로 2018년 4월 16일부터는 스팀을 통해 PC로도 플레이가 가능해졌다. 2019년 12월즈음부터는 스팀에서는 판매가 중지되었고 2020년 1월 31일부터는 앱스토어에서도 신규 구매가 불가능하다.

## 줄거리
도로시의 꿈속에서 상담을 통해 주인공 도로시와 분리된 도로시의 인격을 하나로 만들어주는 심리치료 시뮬레이션 게임.

## 게임방법
도로시와 도로시의 인격(앨리스, 그레텔, 신디)과의 통합도를 올려 도로시의 인격을 통합시키는 것이 이 게임의 최종 목표이다.
- 인격들과의 대화 후 상담 종료를 하게 되면 각 인격들의 통합도와 도로시의 스트레스 게이지, 상담일지를 확인할 수 있다. 도로시에게 있어 겁, 분노, 자신감[2] 등 부정적인 감정을 상징하는 각 인격들은 통합도가 최대치에 도달하게 되면 사라지게 된다. 이때의 스트레스 게이지, 즉 통합도[3]가 최대치에 도달한 인격은 도로시에게 통합된다고 볼 수 있으며 통합도가 내려가면 도로시를 제외한 인격들은 대화를 거부할 수 있다.[4] 도로시의 스트레스 게이지는 가능한 낮은 상태를 유지하는 것이 게임 진행에 유리하다.

- 드림타임 : 도로시를 포함한 각 인격들과 대화할 수 있는 기회로 도로시가 잠들기 전 겪은 일에 따라 매일 갯수가 다르게 주어진다. 도로시와의 상담 후에 지급된다.

- 도로시의 스트레스가 꽉 차게 되면 게임오버.

## 등장인물
- 도로시 : 다중인격으로 인해 고통을 느끼고 있는 14살 여자아이. "소심함"을 담당하고 있다. 친부모님에게 학대를 당해 고아원에 머무르다 현재는 양부모님과 함께 살고 있다. 도로시와의 대화는 모든 인격에 영향을 줄 수 있다. 선택지의 좋고 싫음과 상관없이 플레이어와의 대화를 그만두지 않는 유일한 인물.

- 앨리스 : 도로시의 인격 중 가장 겁이 많고 도로시의 어린 시절과 유사한 인격. "겁먹음"을 담당하고 있다. 앨리스의 정신연령은 고작 6살이다.[5] 도로시의 엄마를 마녀, 아빠는 손님이라고 부른다. 도로시의 스트레스 높아지는 선택지가 많아 이벤트를 진행할 때 가장 까다롭다.

- 그레텔 : 도로시의 인격 중 가장 도로시를 위하고 화를 잘 내는 인격. "광기"를 담당하고 있다. 플레이어가 대화를 통해 광기를 부추기면 후에는 대화가 불가능할 만큼 광기가 커질 수 있다. 도로시를 학대했던 친부모님, 도로시를 괴롭히는 아이들, 도로시를 외롭게 홀로 두는 양부모님을 싫어한다.[6]

- 신디 : 도로시의 인격 중 가장 밝고 희망차며 쾌활한 인격. "자존심"을 담당하고 있다. 자존심을 담당하고 있는 만큼 자존심이 세고 플레이어가 대화 중 무시하거나 거짓말을 하는 선택지를 고를 경우 대화를 그만두기도 한다. 도로시가 고아원에 있을 당시 고아원에서 예쁘고 활발하여 인기가 많던 금발의 여자아이와 외모와 성격이 유사하다. 밝고 쾌활하여 통합하기 쉬운 인격처럼 보이지만 에피소드가 진행될수록 자존심이 강하고 활발한 성격을 소유한 신디가 소심한 도로시를 무시하며 도로시의 몸을 차지하려는 모습을 보게 되면 통합이 쉽지만을 않다는 것을 느끼게 해준다.

- 도로시의 양부모님 : 성은 왓슨으로 어머니는 수의사이며[7] 아버지의 정확한 직종은 알 수 없지만 맞벌이 가족이다. 본래 딸이 한 명 있었으나, 딸이 죽게 되고 도로시를 만나게 되어 현재는 입양한 도로시와 함께 살고 있다. 신디나 앨리스의 경우는 별다른 언급이 없지만 그레텔과의 대화를 통해서 양부모님이 바쁜 편이라는 것을 알 수 있다. 도로시를 진심으로 사랑하지만 아직까지 온전히 마음을 열지 못하는 도로시를 이해하기 위해 노력하고 있다.

(그레텔 루트의 인물들)
- 도로시의 친어머니 : 그레텔이 마녀라 칭하는 인물. 아버지의 실직으로 집안 분위기가 어두워지게 되고 우울증에 시달리던 어머니는 다른 남자와 외도를 하다 도로시의 친아버지에게 죽임까지 당하게 된다.

- 도로시의 친아버지 : 그레텔이 괴물이라 칭하는 인물로 어머니를 살해한 죄로 교도소에서 시간을 보낸다. 처음의 시작은 화목한 가정이었으나 아버지가 실직을 당한 후부터 가정환경이 크게 악화되고 아버지는 알콜중독자가 되어갔다. 앨리스와 그레텔의 루트를 통해서 아버지가 술에 취했을 때면 도로시에게 폭력을 행했음을 알 수 있다. 어머니의 외도 사실을 알게 된 후 크게 분노한 아버지는 어머니를 살해한다. 그에 대한 죗값을 치루던 중 암에 걸려 죽기 전 도로시를 보고 싶다며 도로시에게 편지를 보낸다. 후에 도로시가 아버지를 만나러 병원을 갔을 때 그는 이미 혼수상태로 자신을 찾아온 도로시를 보지 못한다.

(신디 루트의 인물들)
- 금발머리 여자아이 : 도로시가 고아원에서 만났던 아이. 도로시보다 2살이 많다. 금발머리에 예쁘고 활발하여 인기가 많다. 외모와 성격이 도로시의 롤모델과도 같았던 인물을 통해 자존심이 센 신디의 인격이 생겨나게 되었다고 추측된다. 하지만 후에는 자신보다 먼저 입양되는 도로시에게 가지고 있던 열등감으로 결코 행복해 질 수 없을 것이라며 저주하는 모습이 나오기도 했다. 게임 내에서는 신디의 모습과 가장 유사하다고 언급된다.

- 크리스 : 미술을 잘하는 도로시의 소꿉친구. 도로시가 이사를 가게 되어 어린 시절 헤어지게 된다. 도로시가 중학교에 진학하면서 미술부를 통해 재회하게 된다. 미술부로 인해 크리스와 도로시는 점점 친해지게 되고 서로를 좋아하는 사이로 발전하게 된다. 공주와 왕자 이벤트의 final에서는 크리스가 도로시에게 고백하게 된다.

(앨리스 루트의 인물들)
- 도로시의 화이트 : 도로시가 숲에서 구해준 토끼. 도로시와 도로시의 어머니 덕분에 다친 곳을 치료받고 도로시와 함께 살게 된다. 도로시의 정신 건강에 좋은 영향을 준다.

- 앨리스의 화이트 : 앨리스의 상상 토끼 친구. 앨리스에게만 보인다. 사실 화이트는 어릴 적 도로시가 소중히 여기던 인형으로 도로시가 힘들었던 어린 시절을 버티는 데에 있어 큰 도움을 주었다. 하지만 후에는 도로시의 친아버지에 의해 파손되었다.

- 손님 : 도로시의 친어머니와 외도를 한 남자이다. 친어머니의 사망 후에는 행적을 알 수 없다.

## 이벤트
상담을 하다 보면 도로시를 포함한 각 인격들과의 이벤트가 진행된다. 이 이벤트는 도로시의 스트레스, 각 인격들의 통합도에 따라 굿 이벤트, 배드 이벤트로 루트가 나뉘게 된다. final을 포함하여 이벤트는 5개의 에피소드로 이루어져있다. 새드 이벤트의 경우 final을 다 보지도 못하고 새드엔딩이 나올 수도 있다.
- 행복한 가족 (도로시 굿 이벤트)

- 도로시가 아프게 되고 부모님이 도로시를 걱정하고 간호하는 내용이 주이다. 자신을 그저 입양된 딸이라고 생각해오던 도로시는 이 이벤트의 일들로 부모님과 가까워지게 된다. 이 이벤트의 final을 보게 되면 벽에 가족사진이 걸린다.
- 우울과 망상 (도로시 배드 이벤트)

- 도로시의 스트레스 게이지가 높을 경우에 이 이벤트가 뜬다. 도로시가 입양된 이유, 수면제가 집에 존재하는 이유 등이 나오고 상담 중 어떤 선택지를 선택하더라도 도로시의 스트레스 게이지가 올라갈 수 밖에 없는 선택지들이 많은 이벤트이다. 죽음의 양귀비 엔딩과 짝이 맞는 이벤트로 final을 보게 되면 수면제가 방바닥에 떨어져 있다.
- 죄와 벌 (그레텔 굿 이벤트)

- 도로시의 친아버지와의 관계를 긍정적으로 개선하는 내용이 주이다. 친아버지가 도로시에게 편지를 보내게 되며 이야기가 시작된다. 도로시의 입양 전 과거 이야기에 대해 잘 알 수 있는 이벤트 중 하나로 final을 보게 되면 편지들이 책상 위에 놓여 있다.
- 피의 광시곡 (그레텔 배드 이벤트)

- 도로시의 친아버지와의 관계를 부정적으로 풀어나가는 내용이 주이다. 저녁 준비를 하다 손을 베인 도로시가 그레텔의 인격이 나오게 되며 양부모님에 대해 불만을 털어놓으며 이벤트는 시작된다. 그레텔의 인격이 도로시를 삼킨 마녀의 절규 엔딩과 짝이 맞는 이벤트로 final을 보게 되면 가위가 책상 위에 놓여있다.
- 공주와 왕자 (신디 굿 이벤트)

- 도로시가 미술부에 들어갔다가 소꿉친구였던 크리스를 만나게 되고 둘의 관계 진전이 내용이 주이다. 마지막 에피소드를 통해 둘 사이의 진전을 확인할 수 있고 게임 속에서 유일무이하게 로맨스 요소가 있는 이벤트이다. final을 보게 되면 도로시의 자화상이 침대 옆에 놓여 있다.
- 구두의 주인 (신디 배드 이벤트)

- 신디가 도로시 몰래 치어리더부에 들어가게 되면서 일어나는 내용이 주이다. 신디가 도로시를 삼켜 주 인격이 되는 빼앗긴 구두 엔딩과 짝이 맞는 이벤트로 final을 보게 되면 방바닥에 구두 상자, 구두가 놓여있다.
- 나의 작은 토끼 (앨리스 굿 이벤트)

- 도로시가 숲에서 구해준 화이트와 앨리스의 상상 친구인 화이트(이자 곧 도로시가 어렸을 때 좋아하던 인형)의 이야기를 통해 앨리스에게 현실을 깨우치게 하는 내용이 주이다. 이 이벤트를 통해 도로시의 과거사가 드러나게 된다. 이벤트로 final을 보게 되면 방에 거울이 놓여있다.
- 환상속으로 (앨리스 배드 이벤트)

- 앨리스, 도로시와의 대화를 통해 도로시의 과거 상처를 치유하는 내용이 주이다. 도로시가 양부모님들과 식사를 하던 도중 앨리스가 도로시를 밀어내고 엄마에게 누구냐고 물어 저녁식사를 망치는 것으로 이벤트가 시작된다. 토끼굴 속으로 엔딩과 짝이 맞는 이벤트로 final을 보게 되면 토끼 인형이 침대 위에 놓여있다.

## 엔딩
엔딩은 진엔딩 1개, 배드엔딩 2개, 각 인격들의 엔딩으로 총 6가지의 엔딩이 존재한다.
- 기나긴 꿈 (진엔딩)[8]

```
"오즈는 항상 우리의 친구였어. 우리를 위해 이 아름다운 에메랄드 시를 주어주었고, 또 지혜로운 허수아비를 남겨주었지." <오즈의 마법사> 중
```

도로시의 다중인격이 완전히 치료되었음을 의미하는 엔딩. 이 엔딩을 보고 나면 첫 플레이 화면이 연분홍색으로 변한다.
- 게임 오버 (배드엔딩)[9]

```
"뇌가 없는데 어떻게 말을 해요? 저도 몰라요. 사람들은 생각 없이 많은 말을 하지 않나요?" <오즈의 마법사> 중
```

플레이어의 잘못된 선택으로 도로시의 정신이 붕괴됨을 의미하는 엔딩. 첫 플레이 화면 색에 아무런 영향을 주지 않는다.
- 죽음의 양귀비 (배드엔딩)[10]

```
"도로시를 여기 남겨두면 죽고 말 거야. 이 꽃 향기가 우릴 모두 죽이려고 해." <오즈의 마법사> 중
```

우울함에 묻혀버린 도로시가 다량의 수면제를 먹고 자살하는 엔딩. 이 엔딩을 보고 나면 첫 플레이 화면이 어둡게 변한다.
- 토끼굴 속으로 (앨리스 엔딩)[11]

```
"동화책을 읽을 땐 그런 이상한 일은 절대로 일어나지 않는다고 생각했는데, 여기서 난 그런 일들 한 가운데 있는 걸!" <이상한 나라의 앨리스> 중
```

과거의 기억에서 빠져나오지 못하고 어린아이처럼 변한 도로시가 정신병원에 보내지는 엔딩. 이 엔딩을 보고 나면 첫 플레이 화면이 하늘색으로 변한다.
- 빼앗긴 구두 (신디 엔딩)[12]

```
"저에게 아주 추한 딸이 한 명 있지만, 그 아이는 절대 구두의 주인일 리가 없습니다." <신데렐라> 중
```

신디가 도로시의 몸을 차지하게 되어 도로시가 인격을 잃어버리는 엔딩. 이 엔딩을 보고 나면 첫 플레이 화면이 노란색으로 변한다.
- 마녀의 절규 (그레텔 엔딩)[13]

```
"마녀가 가마 안에 들어가면, 쾅! 문을 닫는다, 쾅! 그레텔 대신 과자가 되어버려라!" <헨젤과 그레텔> 중
```

아버지가 이상해진 도로시를 정신병원에 보내려고 했지만, 그레텔에게 완전히 잠식된 도로시가 집에 불을 질러 가족들을 살해하는 엔딩.
이 엔딩을 보고 나면 첫 플레이 화면이 붉은색으로 변한다.

## 자료
- (영어) (인터뷰)

1. ↑  컴퓨터 게임의 한 종류
2. ↑  이때의 자신감은 긍정적인 감정이 아니다. 자신감을 가진 남을 향한 열등감, 부러움을 자신감을 표현한 것.
3. ↑  도로시에게는 스트레이스 게이지, 다른 인격들에게는 통합도로 되어있다.
4. ↑  다른 인격들과는 다르게 도로시는 스트레스가 높아져도 대화를 거부하지 않는다.
5. ↑  본인도 자신이 6살이라고 인지하고 있다.
6. ↑  혐오에 가까운 수준이다.
7. ↑  앨리스 루트 중 상상 속 토끼인 화이트를 치료해주기도 한다.
8. ↑  그레텔, 신디, 앨리스의 인격을 전부 통합시키면 나오는 엔딩.
9. ↑  도로시의 스트레스가 최대치에 도달하면 나오는 엔딩.
10. ↑  스트레스가 위험 수치에서 지속되다가 결국 이벤트 '우울과 망상'의 final을 보면 나오는 엔딩.
11. ↑  앨리스의 통합도가 최하가 되거나 이벤트 '환상속으로'의 final을 보면 나오는 엔딩.
12. ↑  신디의 통합도가 최하가 되거나 이벤트 '구두의 주인'의 final을 보면 나오는 엔딩.
13. ↑  그레텔의 통합도가 최하가 되거나 이벤트 '피의 광시곡'의 final을 보면 나오는 엔딩.